# دانشگاه دکارت پاریس
دانشگاه پاریس ۵ یا دکارت پاریس (به فرانسوی: Paris Descartes University) یکی از شعب سیزده‌گانه دانشگاه پاریس محسوب می‌شود.
این واحد در سال ۱۹۷۰ از دانشگاه پاریس جدا شد.
این دانشگاه شامل پردیس دانشگاهی پزشکی دانشگاه سوربن است. این دانشگاه یکی از بهترین و پراعتبارترین دانشگاه‌های فرانسوی در زمینه پزشکی، حقوق، اقتصاد، علوم کامپیوتر و روانشناسی است.